# Christian Heyser
Christian Heyser (* 10. März 1776 in Kronstadt; † 26. Juni 1839 in Wien) war ein österreichischer evangelisch-lutherischer Pfarrer und Dramatiker. Er war von 1834 bis zu seinem Tod Superintendent der Evangelischen Superintendentur A. B. Wien.
Christian Heyser entstammte einer Familie von Siebenbürger Sachsen im heutigen Rumänien. Er war zunächst als Pfarrer und Gymnasiallehrer in Marienburg bei Kronstadt tätig. In Kronstadt förderte er einen Bühnenliebhaberverein. Heyser verfasste mehrere Dramen zu vaterländischen Themen, darunter Hans Benkner oder Die lebendig Begrabene, Die Schlacht auf dem Brodfeld und Die Eroberung von Dacien, in späteren Jahren aber auch eine Arbeit zum Protestantismus in Siebenbürgen mit dem Titel Die Kirchen-Verfassung der A. C. Verwandten im Grossfürstenthume Siebenbürgen: dargestellt und mit Urkunden belegt. 1828 wurde er zum ersten Prediger der Lutherischen Stadtkirche in Wien gewählt. 1834 trat er als Nachfolger von Johann Wächter zusätzlich das Amt des Superintendenten der Wiener Superintendentur A. B. an, die damals auch Niederösterreich, die Steiermark, Illyrien und Venedig umfasste.
Das Grab von Christian Heyser befindet sich am Evangelischen Friedhof Matzleinsdorf in Wien.

## Schriften
- Vaterländische dramatische Schriften. Gött, Kronstadt 1842. (Digitalisat)
- Die Kirchen-Verfassung der A.c. Verwandten im Grossfürstenthume Siebenbürgen. Grund, Wien 1836. (Digitalisat)